# Sant'Agata dei Goti
Sant'Agata dei Goti, emellanåt benämnd Sant'Agata alla Suburra, Sant'Agata de Capite Suburrae och Sant'Agata de Caballo, är en kyrkobyggnad och titeldiakonia i Rom, helgad åt den heliga jungfrumartyren Agata. Kyrkan är belägen vid Via Mazzarino i Rione Monti och tillhör församlingen Santa Maria ai Monti.
Kyrkan innehas av Congregazione delle Sacre Stimmate di Nostro Signore Gesù Cristo, kallade Stimmatini, på svenska Stigmatiner.

## Historia
Kyrkan uppfördes på 400-talet som gudstjänstlokal för arianer. När arianismen i grunden hade besegrats, konsekrerades kyrkan år 593 av påve Gregorius I (590–604). Fasaden, ritad av Francesco Ferrari, har en medaljong med en lågrelief föreställande den heliga Agata.
Interiören är treskeppig med kolonner med joniska kapitäl. Baldakinen över högaltaret uppvisar cosmatarbeten. I absidens halvkupol har Paolo Gismondi utfört fresken Den heliga Agatas förhärligande.
I kyrkan vilar bland andra humanisten Andreas Johannes Laskaris och kardinalen Enrico Dante.

## Titeldiakonia
Titeldiakonian Sant'Agata dei Goti, initialt benämnd Sant'Agatha in Diaconia, stiftades av påve Leo III (795–816).
Kardinaldiakoner under 1900- och 2000-talet
- Andreas Steinhuber: 1894–1907
- Gaetano Bisleti: 1911–1928, titulus pro hac vice: 1928–1937
- Vakant: 1937–1946
- Konrad von Preysing, titulus pro hac vice: 1946–1950
- John Francis D'Alton, titulus pro hac vice: 1953–1963
- Enrico Dante, titulus pro hac vice: 1965–1967
- Vakant: 1967–1969
- Silvio Oddi: 1969–1979, titulus pro hac vice: 1979–2001
- Tomáš Špidlík: 2003–2010
- Raymond Leo Burke: 2010–

## Bilder
| - Korsgången framför kyrkans ingångsportal. Brunnen är från 1500-talet. - Gravmonument över kardinal Enrico Dante. |